# Dełeń
Dełeń (ukr. Делень) – wieś na Ukrainie, w obwodzie odeskim, w rejonie bołgradzkim, w hromadzie Arcyz. W 2024 liczyła 2056 mieszkańców, głównie Bułgarów.